# 广东省人民医院
广东省人民医院，又名广东省医学科学院、南方医科大学附属广东省人民医院，东川院区（院本部）位于中华人民共和国广东省广州市越秀区大东街道中山二路106号。始建于1946年，前身是广州中央医院，1951年改为现名。原址位于广州市越秀区光塔街道惠福西路123号（现广东省人民医院惠福院区）。医院面积22万平方米，在职职工3184人，其中卫生技术人员2694人。目前是全广东省及中国门诊量最大的医院之一。

## 部门
现有6个门诊部（分院）：惠福分院、东川门诊、合群门诊、英东门诊、老研所门诊、平洲分院；
6个研究所：广东省心血管病研究所（广东省心血管病医院）、广东省老年医学研究所（广东省老年病医院）、广东省精神卫生研究所、广东省肺癌研究所、广东省农村眼病研究所和广东省神经科学研究所；
6个医疗中心：广东省伟伦PET中心、广东省伟伦内镜中心、广东省临床检验中心、广东省骨质疏松防治中心和广东省医学研究中心
以及广东骨髓库等多个临床医疗、教学和科研机构。

## 交通
- 地铁：一号线烈士陵园站

## 未来发展
未来，广东省人民医院除了东川院区、惠福院区之外，还将设立白云院区和黄埔院区。